# Große Birkenblattwespe

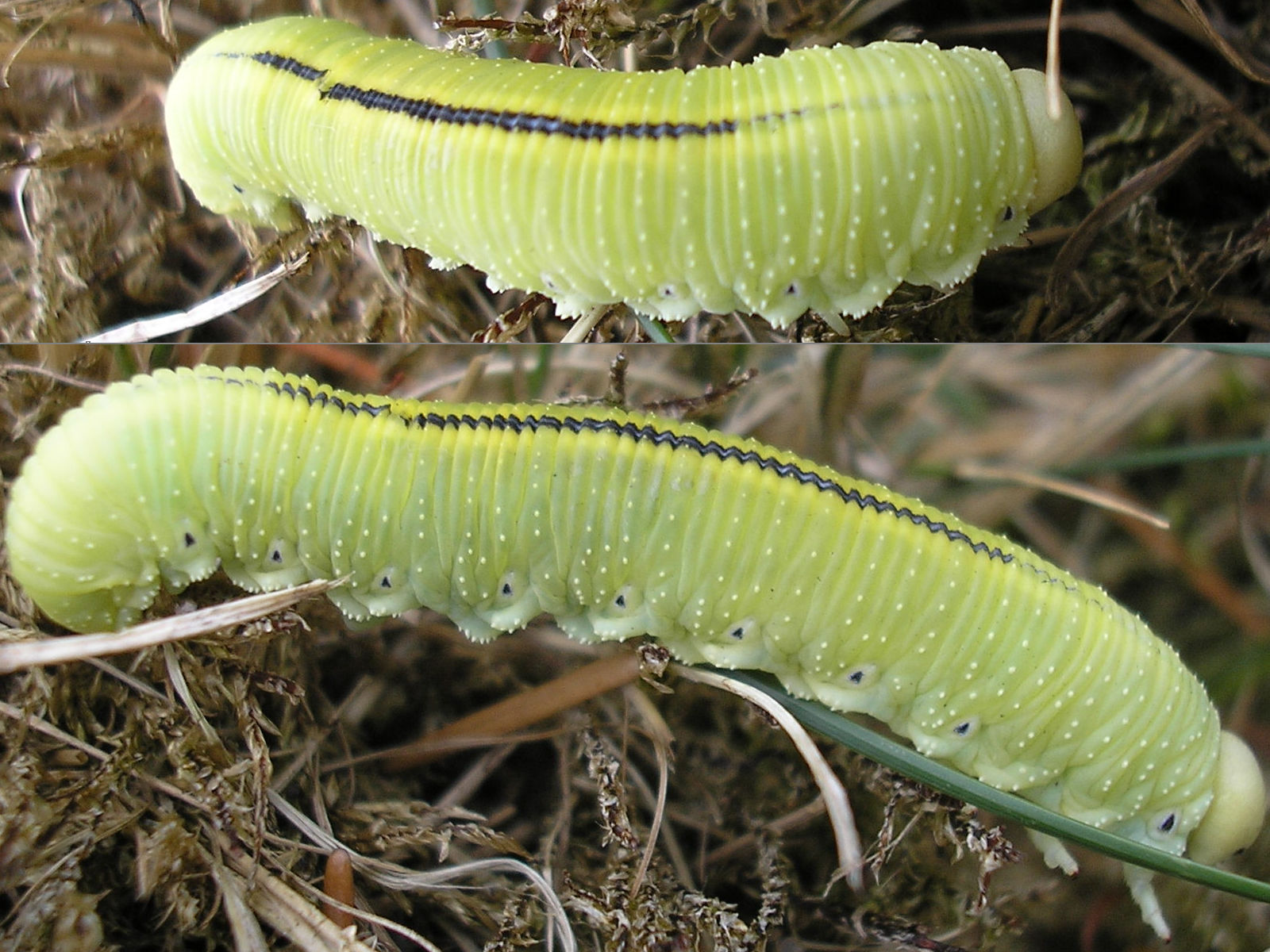
Raupe der Großen Birkenblattwespe

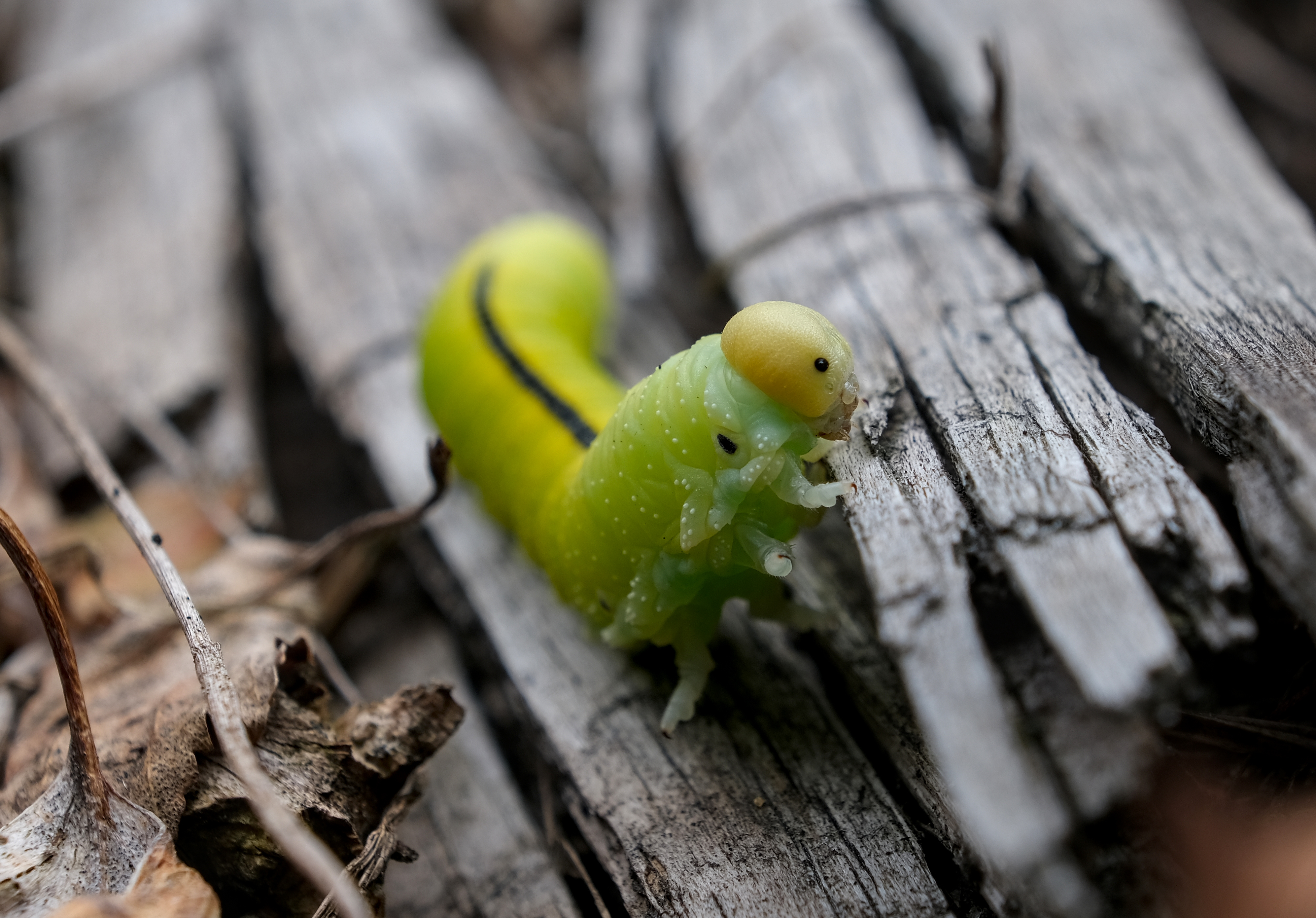
Raupe der Großen Birkenblattwespe in der Dresdner Heide

Die Große Birkenblattwespe oder Birkenknopfhornblattwespe (Cimbex femoratus) ist eine Pflanzenwespe (Symphyta) aus der Familie der Keulhornblattwespen (Cimbicidae).

## Merkmale
Die Wespen erreichen eine Körperlänge von 20 bis 28 Millimetern und gehören damit zu den größten Keulhornblattwespen in Mitteleuropa. Der Kopf ist hinter den Augen stark erweitert, die Mandibeln sind groß und kräftig, die Oberlippe ist klein. Sie haben einen schwarz glänzenden Brustkorb und einen schwarzen oder (besonders bei den Männchen) rotbraunen Hinterleib. Das erste Hinterleibstergit ist halbkreisförmig ausgeschnitten mit einer häutigen Blöße. Die Fühler sind am Ende gekeult, am Ansatz schwarz und sonst gelb gefärbt. Auch ihre letzten Beinsegmente sind gelborange gefärbt. Die Flügel sind am Außenrand scharf abgesetzt verdunkelt.
Die Afterraupe wird ca. 45 Millimeter lang und ist grün gefärbt. Sie sehen Schmetterlingsraupen sehr ähnlich. Auf dem Rücken tragen sie einen dunklen, schmalen Längsstreifen, der leicht gelb gesäumt ist. Am ganzen Körper sind zahlreiche, weißliche Warzen verteilt.

## Vorkommen
Sie kommen in ganz Europa und Sibirien vor.

## Lebensweise
Die Art fliegt im Mai und Juni und ist die häufigste der Gattung in Mitteleuropa. Die Tiere "ringeln" junge Triebe von Gehölzen, um an den Pflanzensaft zu gelangen. Sie halten sich meist hoch oben in den Baumkronen auf und sind deswegen nur selten zu sehen.

### Nahrung der Raupen
Die Raupen ernähren sich ausschließlich von Birkenblättern (Betula spec.)

## Entwicklung
Die Weibchen legen bis zu 200 Eier einzeln oder in kleinen Gruppen mit ihrem Legebohrer in zuvor auf der Unterseite der Blätter hergestellte "Taschen" ab. Die daraus schlüpfenden Raupen sind sehr träge und halten sich tagsüber auf der Blattunterseite auf. Nachts werden sie aktiv und fressen auf dem Blattrand sitzend. Innerhalb von ca. drei Wochen vervielfachen sie ihr Anfangsgewicht von ca. 4 Milligramm auf schließlich 1.400 Milligramm. Obwohl einzelne Tiere sehr viele Blätter fressen können, richten sie keine großen Schäden an, da ihr Auftreten normalerweise selten ist. Sie können Fressfeinden Hämolymphe aus einer Entfernung von bis zu 20 Zentimetern entgegen spritzen. Die Raupen gehen zur Verpuppung in den Boden. Dort fertigen sie einen festen Kokon an, in dem sie überwintern. Die eigentliche Verpuppung findet erst im darauffolgenden Frühjahr statt. Die Wespen schlüpfen Ende April oder im Mai. Es kommt auch vor, dass die Puppen mehrere Jahre über liegen.